# Aya Takano
Aya Takano (en japonès: タカノ綾, Takano Aya; Saitama, 22 de desembre de 1976) és una artista de manga, assagista de ciència-ficció i "superflat artist". El Superflat és un moviment d'art postmodern, fundat per l'artista Takashi Murakami, que està influenciat pel manga i l'anime. Però l'Aya també és pintora i ha treballat en la concepció visual de videojocs i de pel·lícules d'animació.

## Biografia
Des que tenia 20 anys desenvolupa un estil original i molt personal que tracta de combinar les tradicionals imatges japoneses amb imatges de ciència-ficció, que podríem anomenar un reflex del Japó modern. Elabora tant pintures de gran format com petites aquarel·les, inspirades en la pintura Ukiyo-e, que en japonès vol dir "imatges del món flotant", on apareixen adolescents amb els membres excessivament allargats i vestides amb quimono.
Així, el 1996 comença a treballar per Takashi Murakami al seu estudi, on ocupa el càrrec d'assistent. Des d'aquest moment forma part de "Kaikai Kiki Co Ltd", una oficina creada pel mateix Murakami amb la finalitat de promoure els joves artistes amb qui treballa amb exposicions, publicacions i la difusió dels productes que d'aquesta en deriven. En un primer moment van ser anomenades "Hiropon Factory", però això canvia el 2001, quan van ser anomenades "KaikaiKiki", fent servir els caràcters xinesos per dir "sobrenatural" i "estrany". Takashi Murakami té un paper molt important en la trajectòria com artista de Takano, ja que sovint presenta les seves obres, especialment al Japó i als Estats Units.

## El seu pas per la Fundació Joan Miró
La Fundació va acollir l'any 2007-2008 (21 de setembre - 20 de juliol) un cicle d'art japonès a l'espai 13 anomenat "Kawaii!! El Japó ara". Kawaii! és la manera que tenen els adolescents japonesos d'afalagar les coses, i vol dir "petit i infantil". Per tant, l'espai 13 acull aquesta manera d'expressar-se al carrer.
Aquest cicle va comptar amb la col·laboració d'altres artistes japonesos, d'entre 23 i 33 anys, cadascun dels quals va presentar la seva pròpia mostra:
- Aya Takano – Tradició i modernitat (21 de setembre – 11 de novembre)
- Erina Matsui - Kawaii? O la infantesa de l'art (23 de novembre de 2007 - 13 de gener de 2008)
- Chiho Aoshima - Terror i seducció (25 de gener - 24 de març de 2008)
- Tomoko Sawada - Identitats (4 d'abril - 18 de maig)
- Kohei Nawa - La poesia de l'estranyesa (30 de maig - 20 de juliol de 2008)

Per tal de fer arribar la inauguració a la gent, molts diaris van publicar la notícia entre les seves pàgines.

Així, el cicle va exhibir les propostes artístiques més noves d'aquell moment en el país del manga. Un art que no tan sols podem veure als museus o a sales d'exposicions, sinó que surt al carrer i veiem a objectes quotidians, com bosses o vestits. Per tant, ulls grans, cares angelicals, el gust pel que és "adorable" i l'enorme impacte del manga és el que es va poder observar al cicle.
Si ens centrem en la mostra d'Aya Takano, podem dir que totes les obres mostraven adolescents vestides (o mig vestides) amb quimonos i pentinades de manera tradicional. Situades entre les cortesanes del període Edo i les fashion victims del barri de Shibuya. Adolescents amb ulls grossos, boca molsuda i cames llargues que poden semblar-nos la Lolita japonesa dels nostres dies. Obres que evoquen els fantasmes i somnis, les angoixes i les aspiracions de la mateixa artista i dels joves de la seva generació. Colors pastels i grans flors que envolten de dolçor bacanals provocatives, violentes, eròtiques i moltes vegades obscenes. El que és bonic i el que és prohibit. Es van poder observar aquarel·les, tatuatges, pintures i molta galta vermelleta.

## Exposicions individuals
2011 	
- SieboldHuis, Leiden, Països Baixos

2010 	
- "Rooms of the World", Kaikai Kiki Gallery, Taipei, Taiwan
- "Aya Takano", Museum Frieder Burda, Baden-Baden, Alemanya
- Hong Kong Art Fair, Booth Galerie Emmanuel Perrotin, Hong Kong

2009 	
- "Reintegrating Worlds," Skarstedt Gallery, Nova York

2008
- "Toward Eternity" Galerie Emmanuel Perrotin, París

2007
- "Wild dogs, hawks, owls, cats, a landfill the size of 44 and a half Tokyo Domes, the stratosphere", Galerie Emmanuel Perrotin, Miami
- "Tradition and modernity", curated by Hélène Kelmachter, Espai 13, Fundació Joan Miró, Barcelona, Espanya

2006
- "Aya Takano", Musée d'Art Contemporain, Lyon, França
- "City Dog", Parco Gallery, Tokyo, Japan; Parco Gallery, Nagoya, Japó

2005
- Frieze Art Fair, London, Regne Unit
- "The Far Reaches of The Universe, My Garden", Blum & Poe Gallery, Santa Monica, Estats Units

2004
- "Aya Takano, a web project for Digital Gallery", Museum of Contemporary Art, Los Angeles, Estats Units
- Naoki Takizawa for Issey Miyake, 2004-5 Autumn Winter Collection, París, Tokyo　(collaboration)

2003
- Galerie Emmanuel Perrotin, París

2002
- Space Ship EE, nanogalerie, París

2000
- "Hot Banana Fudge", NADiff, Tokyo

1997
- "SHU WA KIMASERI", shop33, Tokyo

## Exposicions en grup
2010
- Garden of Painting Japanese Art of the 00s," The National Museum of Art, Osaka, Japó

2009
- "VRAOUM!", La Maison Rouge, París

2008
- "Quando vidas se tornam forma – Panorama da arte contemporanea brasileira e japonesa", Museu d'Art Modern de São Paulo, Brasil; Museu Oscar Niemeyer, Curitiba, Brasil

"Kaikai Kiki Artists," Kaikai Kiki Gallery, Tokyo, Japó
2007
- "Kawaii! Japan now", Foundation Joan Miró, Barcelona, Espanya
- "The Door to Summer", Art Tower Mito, Mito, Japó

2006
- "Spank the Monkey", Baltic Centre for Contemporary Art, Gateshead, Regne Unit
- Etoile, Xavel, Inc. (Virtual department store design)
- "Aya Takano, Chiho Aoshima, Chinatsu Ban Exhibition", Mizuho Oshiro Gallery, Kagoshima, Japó

2005
- Aoi Gallery, Osaka, Japó
- "Japan Pop", Helsinki Museum of Art, Helsinki, Finlandia
- "The Sensual Line", Museum der Moderne Salzburg, Salzburg, Austria
- "Little Boy: The Arts of Japan's Exploding Subculture", Japan Society, New York, United States (curated by Takashi Murakami)
- MTA Subway Poster Design, Public Art Fund and Japan Society, Nova York
- "What's Good Conference", Hong Kong Art Centre, Hong Kong (Lecture), Xina
- Galerie Emmanuel Perrotin, París

2004
- "T-Junction", Galerie Emmanuel Perrotin, París
- "Fiction. Love: Ultra New Vision in Contemporary Art", Museum of Contemporary Art, Taipei, Taiwan
- "Chiho Aoshima, Mr., Aya Takano", Galerie Emmanuel Perrotin at LFL Gallery, Nova York
- "Tokyo Girls Bravo", Marianne Boesky Gallery, Nova York

2003
- "Girls Don't Cry", Parco Gallery, Tokyo, Japó
- Naoki Takizawa for Issey Miyake, Tokyo (collaboration), Japó
- "Hope—The Future is in Our Hands", LaForet Harajuku, Tokyo

2002
- "The Japanese Experience – Inevitable", Das Museum der Moderne Salzburg, Salzburg, Àustria
- "Tokyo Girls Bravo 2", NADiff, Tokyo, Japó
- "Chiho Aoshima, Aya Takano, Mr., Takashi Murakami", Galerie Emmanuel Perrotin, París

2001
- "Superflat", Museum of Contemporary Art, Los Angeles, California; Walker Art Center, Minneapolis, Minnesota; Henry Art Gallery, Seattle, Estats Units
- Hiropon Show, White Cube Gallery, London, United Kingdom; Shinsaibashi Parco, Osaka, Japó
- Yokai Festival, Museum of Contemporary Art, Tokyo, Japó

2000
- "Superflat", Parco Gallery, Tokyo (curated by Takashi Murakami), Japó

1999
- "Tokyo Girls Bravo", NADiff, Tokyo; Parco Gallery, Nagoya, Japó
- "Hiropon Show", Parco Gallery, Nagoya, Japó
- "Hiropon 32/80", NADiff, Tokyo, Japó

1998
- "Ero Pop Christmas", NADiff, Tokyo, Japó
- "Hiropon Show", George's, Los Angeles, Estats Units

1997
- Hiropon Show, shop33, Tokyo; Iwataya Z-side, Fukuoka, Japó
- Hiropon Show, Manken Gallery, Kanazawa, Japó